# Scion xD
De Scion xD is een compacte vijfdeurs hatchback van Scion, een voormalig submerk van Toyota in Noord-Amerika. Het automodel werd in Nederland verkocht als Toyota Urban Cruiser, en als tweede generatie Toyota Ist in Japan. De xD werd getoond op de Chicago Auto Show van 2007. Een mule werd door Toyota en Scion ingezet in Oostenrijk om de Scion xD te testen voor het Europese publiek. Dit model werd in 2008 als Toyota Urban Cruiser geïntroduceerd.
De Scion xD werd, zoals gebruikelijk voor Scion modellen, geleverd in één uitvoering waarna de koper het voertuig kon personaliseren. Cosmetische en prestatiegeoriënteerde opties waren verkrijgbaar, zoals spoilers, 'body kits', lichtmetalen velgen en meer.

## Aandrijving
De motor van iedere xD ligt voorin het voertuig, en alle uitvoeringen beschikken over voorwielaandrijving.

### Motor
De Scion xD beschikt over een motor: de 1,8 liter 2ZR-FE viercilinder lijnmotor. Deze motor beschikt over een dubbele bovenliggende nokkenas, distributieketting en Dual VVT-i.
| Motorcode | Slagvolume            | Brandstof | Aanzuiging             | Aandrijving | Vermogen                                   | Koppel                             |
| --------- | --------------------- | --------- | ---------------------- | ----------- | ------------------------------------------ | ---------------------------------- |
| 2ZR-FE    | 1797 cm³ of 1,8 liter | benzine   | natuurlijk geaspireerd | FF          | 95,4 kW (128 US hp of 130 pk) bij 6000 tpm | 169,5 Nm (125 lbf⋅ft) bij 4400 tpm |

### Transmissies
De xD beschikt over een handgeschakelde transmissie met vijf versnellingen of een viertraps automatische transmissie.
| Transmissiecode | Motorcode | Type transmissie | Aandrijving | Aantal versnellingen |
| --------------- | --------- | ---------------- | ----------- | -------------------- |
| C50             | 2ZR-FE    | handgeschakeld   | FF          | 5                    |
| U341E           | 2ZR-FE    | automatisch      | FF          | 4                    |

## Veiligheid
De standaard veiligheidsuitrusting van de Scion xD bestaat uit remmen met antiblokkeersysteem, elektronische remkrachtverdeling en rem-assistent, tractiecontrole en zes airbags. Vanaf 2010 werd elektronische stabiliteitscontrole standaard op iedere xD.
U.S. News gaf in 2014 een perfect score voor de veiligheid van de xD. De Nederlandse Urban Cruiser ontving van Euro NCAP drie van de vijf sterren in 2009.

## Release Series
Een gelimiteerd aantal modellen van de Scion xD werd aangeboden als exclusieve 'Release Series'-uitvoering. Deze uitvoeringen werden geïntroduceerd aan het begin van een modeljaar en beschikken over een exclusieve carrosseriekleur, exterieur- en interieuropties en andere prestatie-georiënteerde aanpassingen.

### 2008 Scion xD RS 1.0
De Scion xD RS 1.0 werd geleverd in Hot Lava Orange en heeft interieuraccenten in dezelfde kleur. Verder heeft deze uitvoering een DAMD 'body kit', achterspoiler, aangepaste wieldoppen, TRD (Toyota Racing Development) verlagingsveren, RAZO schakelpookknop en een genummerde plakkaat in de auto. De xD RS 1.0 kostte $14,550 voor een handgeschakeld model en $15,350 voor een model met automaat. Er zijn 2000 modellen gemaakt.

### 2009 Scion xD RS 2.0
De Scion xD RS 2.0 werd geleverd in Electric Wasabi groen en heeft interieuraccenten in dezelfde kleur. Daarnaast heeft de RS 2.0 lichtgevende instaplijsten en zilveren accenten in de bekleding.Deze uitvoering heeft een Pioneer 5,8 inch infotainmentsysteem met aanraak- en stembediening, Bluetooth, en een aansluiting voor usb, sd-kaart en IPod. IPod-video's kunnen bekeken worden als de auto op de parkeerrem staat. Een achterspoiler was een $285 kostende optie, exclusief montage. De xD RS 2.0 kostte $15,920 voor een handgeschakeld model en $16,720 voor een model met automaat. Er zijn 1600 modellen gemaakt.

### 2011 Scion xD RS 3.0
De Scion xD RS 3.0 werd geleverd in xPRESSO donkerbruin en heeft koolstofvezel B-stijlen met het RS-logo erop. De RS 3.0 heeft een vierdelige 'body kit' met voor- en achterlip en side skirts. Er zijn 1500 modellen gemaakt. De RS 3.0 kostte $16,905 met een handgeschakelde transmissie, en $17,705 met een automatische transmissie.

### 2012 Scion xD RS 4.0
De Scion xD RS 4.0 werd op de State Fair of Texas van 2011 gepresenteerd. Deze versie komt in Blizzard Pearl wit met interieuraccenten in dezelfde kleur. Daarnaast heeft deze versie 16 inch lichtmetalen velgen en vloermatten met het xD-logo erop. De RS 4.0 kostte met een handgeschakelde transmissie $16,250 en $17,050 met een automaat. Van deze laatste RS-versie zijn 800 exemplaren gebouwd.

## Conceptmodellen
Modificaties en personalisatie waren thema's die centraal stonden bij Scion. Op verschillende autoshows toonde het merk in samenwerking met bedrijven conceptmodellen en showauto's.

### Specialty Equipment Market Association (SEMA) 2007

#### Scion xD Widebody
Five Axis toonde een zogenoemde 'wide body'-concept met verbreed, aangepast carrosseriewerk, 20 inch lichtmetalen velgen en Stoptech remmen. De achterruit deed dienst als tv-scherm en de achterbank was een Smart Industries grijpmachine waaruit showbezoekers een Scion xD miniatuurknuffel konden verkrijgen.

#### Dalek Art Car
Dalke Art toonde een speedster met open dak getoond. De carrosserie heeft gunmetal grijze lak met zwarte accenten. De achterklep is bekleed met beukenhout. Daarnaast was op de achterbank een champagnekoeler geplaatst. Verder zijn de inlaat en uitlaat getuned en beschikt de xD over 20 inch DPE GT7 lichtmetalen velgen.

#### Scion Rally xD By 0-60 Magazine And Sparco
Op de Specialty Equipment Market Association (SEMA) show van 2007 werd een rally-geïnspireerde Scion xD getoond. Deze conceptauto is verhoogd met een B&G RS2 schroefset voor een grotere bodemvrijheid, heeft PIAA 80 Pro XT verstralers, een GReddy uitlaat, rolkooi, Sparco Pro-ADV stoelen, sponsorstickers, 15 inch Volk lichtmetalen velgen met BF Goodrich rallybanden en een koolstofvezel motorkap, achterklep en spoiler.

### 2007 Scion Tuner Challenge
Op de Specialty Equipment Market Association (SEMA) van 2007 namen drie bekende tunerteams uit Californië het tegen elkaar op in de Scion Tuner Challenge. Ieder team kreeg een Scion xD en een budget van $15,000 om het voertuig compleet aan te passen. De National Custom Car Association (NCCA) jureerde de competitie. Team Hybrid won deze show.

#### Team Hybrid
Team Hybrid maakte een donkergroene xD met kofferklepspoiler, sponsorstickers, Soundstream geluidsinstallatie, Auto Mobile Engineering lichtmetalen velgen, BF Goodrich banden en centrale uitlaat.

#### Team Koshak
Team Koshak maakte een mosgroene open pick-up-achtige conceptauto, lichtmetalen velgen, rolkooien en sportstoelen. Daarnaast heeft de showauto vele prestatiemodificaties waaronder nitro.

#### Team Auto Concept
Team Auto Concept toonde de Scion xD Team Auto Concept Elite met 'wide body', lichtmetalen velgen en cartoonwrap.

### Specialty Equipment Market Association (SEMA) 2008

#### Scion Ruthless Cartel xD
Op de SEMA show van 2008 werd de Scion Ruthless Cartel xD getoond. Deze showauto heeft een aangepast carrosserie, geluidsinstallatie, unieke lak en 100-spaak lichtmetalen velgen.

### 2010 Scion xD Tarmac by 0-60 Magazine
In 2010 toonde 0-60 Magazine een rally-geïnspireerde Scion xD die in veel opzicht lijkt op de showauto van 2007. De lak is een verwijzing naar de Castrol-livery uit het rallyverleden van Toyota in de WRC.

## Autosport

### 2013 Scion xD rally car
Scion bouwde een rallyauto om te doen aan het Rally America National Championship. Dit model beschikt over een GReddy turbolader, verbeterde gewichtsverdeling, meer vermogen, een sequentiële transmissie en herziene ophanging. De coureur was Andrew Comrie-Picard.